# Nordea Nordic Light Open 2002
Il Nordea Nordic Light Open 2002  è stato un torneo di tennis giocato sulla terra rossa. È stata la 1ª edizione del Nordea Nordic Light Open, che fa parte della categoria Tier IV nell'ambito del WTA Tour 2002. Si è giocato a Espoo in Finlandia, dal 5 all'11 agosto 2002.

## Campioni

### Singolare
Svetlana Kuznecova ha battuto in finale  Denisa Chládková con il punteggio di 0–6, 6–3, 7–6(2)

### Doppio
Arantxa Sánchez /  Svetlana Kuznecova hanno battuto in finale  Eva Bes /  María José Martínez Sánchez con il punteggio di 6–3, 6(5)–7, 6–3